# Stientje van Veldhoven
Stientje van Veldhoven-van der Meer (Utrecht, 22 giugno 1973) è una politica olandese membro dei Democratici 66.
Dal 26 ottobre 2017 è Segretario di Stato per le infrastrutture e la gestione delle risorse idriche. Prima di allora, è stata componente della Tweede Kamer (2010-2017).

## Studi e carriera
Van Veldhoven ha studiato Politica e governance nelle organizzazioni internazionali presso l'Università di Groninga e le università di Nimega, Parigi e Bruxelles. È stata un funzionario del ministero degli Affari economici, dove era, tra le altre cose, leader del programma South Wing Randstad e diplomatica presso l'Unione europea a Bruxelles per sei anni. Dal 2007 al 2009 è stata segretaria del dipartimento D66 di Belgio e Lussemburgo.

### Rappresentante nella Tweede Kamer
Dal 2010 al 2017, è stata membro della Tweede Kamer per i D66. Come parlamentare, si concentra su questioni relative a clima, energia, ambiente naturale, agricoltura, pesca, diritti degli animali e aiuti allo sviluppo. Inoltre, è stata segretaria del gruppo e membro della presidenza della Tweede Kamer.
L'8 gennaio 2016, ha presentato un disegno di legge sull'abolizione della menzione per grazia di Dio al momento della firma delle leggi.

### Segretario di Stato
Il 26 ottobre 2017, ha prestato giuramento come Segretario di Stato per le infrastrutture e le risorse idriche responsabile per l'ambiente, la qualità dell'aria, l'economia circolare, le emissioni del traffico e i carburanti, il suolo, i trasporti pubblici, la politica ferroviaria e delle biciclette, l'Istituto reale meteorologico dei Paesi Bassi e l'Autorità per la sicurezza nucleare nel governo Rutte III.